# Zanguíes
Los zanguíes o zenguíes fueron una dinastía musulmana de origen turco oghuz, que gobernó parte de Siria y Yazira como vasalla del Imperio selyúcida.

## Historia
Imad ad-Din Zengi (o Zangi), fundador de la dinastía, era gobernador (atabeg) selyúcida de Mosul desde 1127. Pronto se convirtió en el principal señor turco del norte de Irak y de Siria. Arrebató Alepo a los turbulentos emires ortoquíes en 1128 y Edesa a los cruzados en 1144. Esta hazaña le convirtió en un héroe en el mundo musulmán, pero no evitó su asesinato dos años más tarde a manos de un esclavo.
Al morir Zengi, sus dominios se dividieron: Mosul y sus territorios iraquíes quedaron en manos de su hijo primogénito, Saif ad-Din Ghazi I, mientras que Alepo y Edesa pasaron a su segundo hijo, Nur ad-Din Mahmud. Nur ad-Din demostró la misma habilidad que su padre: en 1149 venció al príncipe Raimundo de Antioquía en la batalla de Inab y, al año siguiente, conquistó los restos del Condado de Edesa al oeste del Éufrates. En 1154 redondeó estos triunfos con la toma de Damasco, capturada a los emires buyíes que la habían gobernado hasta entonces.
Instalado en Damasco, Nur ad-Din continuó con sus victoriosas campañas. Apresó a otro príncipe antioqueño, Reinaldo de Châtillon, y redujo notablemente los territorios que controlaba este Estado. En la década de 1160, se concentró en disputar el control del califato fatimí al rey de Jerusalén, Amalarico. Finalmente fue su general kurdo Shirkuh quien conquistó Egipto en 1169, pero el sobrino y sucesor de este como gobernador del territorio, Saladino, acabó por sacudirse el control de Nur ad-Din.
Nur ad-Din murió inesperadamente en 1174 cuando se preparaba para invadir Egipto y someter al rebelde Saladino. Su hijo y sucesor, As-Salih Ismail al-Malik, era apenas un niño y se vio obligado a huir a Alepo, que controló hasta su asesinato en 1181 por un familiar, el gobernador de Mosul, que obtuvo el dominio de la ciudad. Saladino conquistó Alepo dos años más tarde, victoria que puso fin al dominio zanguí en Siria. En cambio, príncipes zenguíes continuaron gobernando el norte de Irak hasta mediados del siglo XIII: conservaron Mosul hasta 1234 y la dinastía no se extinguió completamente hasta 1250.

## Gobernantes zanguíes

### Gobernadores y emires zanguíes de Mosul
- Imad ad-Din Zengi I, 1127-1146.
- Saif ad-Din Ghazi I, 1146-1149.
- Qutb ad-Din Mawdud, 1149-1170.
- Saif ad-Din Ghazi II, 1170-1180.
- Izz al-Din Mas'ud, 1180-1193.
- Nur ad-Din Arslan Shah I, 1193-1211.
- Izz ad-Din Mas'ud II, 1211-1218.
- Nur ad-Din Arslan Shah II, 1218-1219.
- Nasir ad-Din Mahmud, 1219-1234.
- Badr al-Din Lu'lu, 1234-1259.

### Emires zanguíes de Alepo
- Imad ad-Din Zengi I, 1128-1146.
- Nur ad-Din Mahmud, 1146-1174.
- As-Salih Ismail al-Malik, 1174-1181.
- Imad ad-Din Zengi II, 1181-1183.

### Emires zanguíes de Damasco
- Nur ad-Din Mahmud, 1154-1174.
- As-Salih Ismail al-Malik, 1174.

### Emires zanguíes de Sinyar (norte de Irak)
- Imad ad-Din Zengi II, 1171-1197.
- Qutb ad-Din Muhammad, 1197-1219.
- Imad ad-Din Shahanshah, 1219-1220.
- Jalal ad-Din Mahmud, 1219-1220.
- Fath ad-Din Umar, 1219-1220.

### Emires zanguíes de Yazira (norte de Irak)
- Mu'izz ad-Din Sanjar Shah, 1180-1208.
- Mu'izz ad-Din Mahmud, 1208-1241.
- Mahmud Al-Malik Al-Zahir, 1241-1250.